# Juan Alberto Schiaffino
Juan Alberto Schiaffino Villano (28. juli 1925 – 13. november 2002) var en uruguayansk fodboldspiller (midtbane/angriber) og -træner.
Schiaffino var en del af Uruguays landshold, der vandt guld ved VM i 1950 i Brasilien. Her spillede han alle uruguayanernes fire kampe og scorede tre mål undervejs. Han var også med ved VM 1954 i Schweiz.
I alt nåede Schiaffino at spille 21 landskampe for Uruguay og efter at være emigreret til Italien for at spille professionelt i Serie A, spillede han også fire kampe for det italienske landshold. På klubplan repræsenterede han Montevideo-storklubben Peñarol, mens han i Italien var tilknyttet AS Roma og AC Milan.